# Tadeusz Bartczak
Tadeusz Bartczak (ur. 28 lipca 1935 w Warszawie, zm. 13 sierpnia 2022 w Łodzi) – polski profesor nauk chemicznych, profesor zwyczajny Politechniki Łódzkiej.
W 1957 roku uzyskał dyplom magistra inżyniera chemika na Wydziale Chemicznym Politechniki Łódzkiej. W 1955 roku rozpoczął pracę w Katedrze Chemii Nieorganicznej PŁ u profesora Edwarda Józefowicza. W 1965 roku uzyskał stopień naukowy doktora. W roku akademickim 1969/1970 pracował w Uniwersytecie Oksfordzkim u profesor Dorothy Crowfoot Hodgkin – laureatki nagrody Nobla. Immatrykulowany w tymże roku jako „Member of Oxford University”, członek Linacre College. Uczeń profesora Zdzisława Gałdeckiego. W latach 1982–1984 pracował w University of Notre Dame i Northwestern University w Stanach Zjednoczonych. W 1986 roku uzyskał stopień doktora habilitowanego, w 1997 roku otrzymał tytuł profesora, a stanowisko profesora zwyczajnego w 2001 roku.
Specjalista w zakresie krystalochemii i rentgenograficznej analizie strukturalnej. W swoim dorobku posiada 80 publikacji. Wypromował 4 doktorów, m.in. był promotorem prof. dr. hab. inż. Wojciecha Wolfa (1988), dr. hab. inż. Rafała Kruszyńskiego (2003) i dr hab. inż. Agaty Trzęsowskiej-Kruszyńskiej (2006).
W latach 1990–1993 był prodziekanem, a w latach 1993–1999 kierownikiem studium doktoranckiego Wydziału Chemicznego PŁ. Przewodniczący Sekcji Krystalochemii Polskiego Towarzystwa Chemicznego w latach 1997–2000.